# Référendum liechtensteinois de 2004
Un double référendum a lieu le 4 avril 2004 au Liechtenstein. Les électeurs sont amenés à se prononcer sur la suppression de la contribution de leur gouvernement à l'assurance contre les accidents domestiques, ainsi que sur le financement d'une extension des bâtiments de la police. Les deux projets sont rejetés par respectivement 64 et 68 % des votants.

## Contenu

### Non financement de l'assurance individuelle
Le Landtag décide le 27 novembre 2003 de supprimer la contribution nationale à l'assurance contre les accidents domestiques afin d'économiser environ 10 millions de franc suisse par an. L'association des travailleurs du Liechtenstein (LANV) s'oppose au projet et procède à une collecte de signatures, atteignant un total de 2 827 signatures dont 2 778 valides le 29 décembre 2003.
Il s'agit d'un référendum facultatif d'origine populaire : dans le cadre de l'article 66 de la constitution, le projet de loi voté par le Landtag fait l'objet d'une demande de mise à la votation par un minimum de 1 000 inscrits.

### Budget d'agrandissement des locaux des forces de l'ordre
Le 17 décembre 2003, le Landtag alloue pour 31,5 millions de franc suisse à l'extension des locaux de la police, par un centre de détention, un office de l'immigration et des passeports, et un parking pour les véhicules associés. Un  comité de collecte de signature mené par Josef Sele s'oppose au projet de financement. Avec le soutien de l'Union patriotique et de la Liste libre, il collecte 3 658 signatures dont 3 647 valides du 8 au 22 janvier 2004.
Il s'agit d'un référendum facultatif d'origine populaire sur une question budgétaire : dans le cadre de l'article 66 de la constitution, le budget alloué par le Landtag fait l'objet d'une demande de mise à la votation par un minimum de 1000 inscrits dans un délai d'un mois.

## Résultats
| Choix                    | Suppression de la contribution | Suppression de la contribution | Extension des locaux | Extension des locaux |
| Choix                    | Votes                          | %                              | Votes                | %                    |
| ------------------------ | ------------------------------ | ------------------------------ | -------------------- | -------------------- |
| Pour                     | 3 953                          | 33,76                          | 3 745                | 31,74                |
| Contre                   | 7 763                          | 66,24                          | 8 042                | 68,26                |
|                          |                                |                                |                      |                      |
| Votes valides            | 11 716                         | 98,88                          | 11 787               | 99,33                |
| Votes blancs et nuls     | 133                            | 1,12                           | 80                   | 0,67                 |
| Total                    | 11 849                         | 100                            | 11 867               | 100                  |
| Abstentions              | 5 341                          | 21,07                          | 5 323                | 30,97                |
| Inscrits / Participation | 17 190                         | 68,93                          | 17 190               | 69,03                |